# Republika Connaught
Republika Connaught (oficjalnie Republika Irlandii) – efemeryczne państwo irlandzkie zależne od Francji, istniejące w 1798.
W czerwcu 1798 w Irlandii wybuchło antyangielskie powstanie. Na wieść o tym Dyrektoriat wysłał liczącą 1000 żołnierzy ekspedycję wojskową na czele której stał Theobald Wolfe Tone. 22 sierpnia ekspedycja francuska wylądowała w Connacht, gdzie połączyła się z liczącym 5000 żołnierzy oddziałem powstańczym. 27 sierpnia połączone siły francusko-irlandzkie rozgromiły Brytyjczyków pod Castlebar. W ten sposób zajęto północną część prowincji Connacht i proklamowano powstanie Republiki Connaught. Jej prezydentem został irlandzki przywódca John Moore. 8 września doszło do bitwy pod Ballinamuck, w której wojska francusko-irlandzkie zostały rozgromione. Oznaczało to jednocześnie upadek republiki.